# Fritz von Wille
Fritz von Wille   (Weimar, 21 d'abril de 1860 - Düsseldorf, 16 de febrer de 1941), conegut com a Fritz , va ser un paisatgista i professor d'art alemany; associat a l'Escola de Düsseldorf.

## Biografia
Va néixer en una família de Hessen que havia estat elevada a la noblesa el 1780. El seu pare, agost von Wille, i la seva mare Clara, eren tots dos pintors. De 1879 a 1882, va assistir a la Kunstakademie de Düsseldorf, on va estudiar inicialment amb Andreas Müller i Heinrich Lauenstein, després va rebre cursos especialitzats de Peter Janssen. Al principi, es va veure molt influenciat per les obres del seu pare, i li preocupava que els dos es confonguessin; signant els seus quadres amb "Jr.".

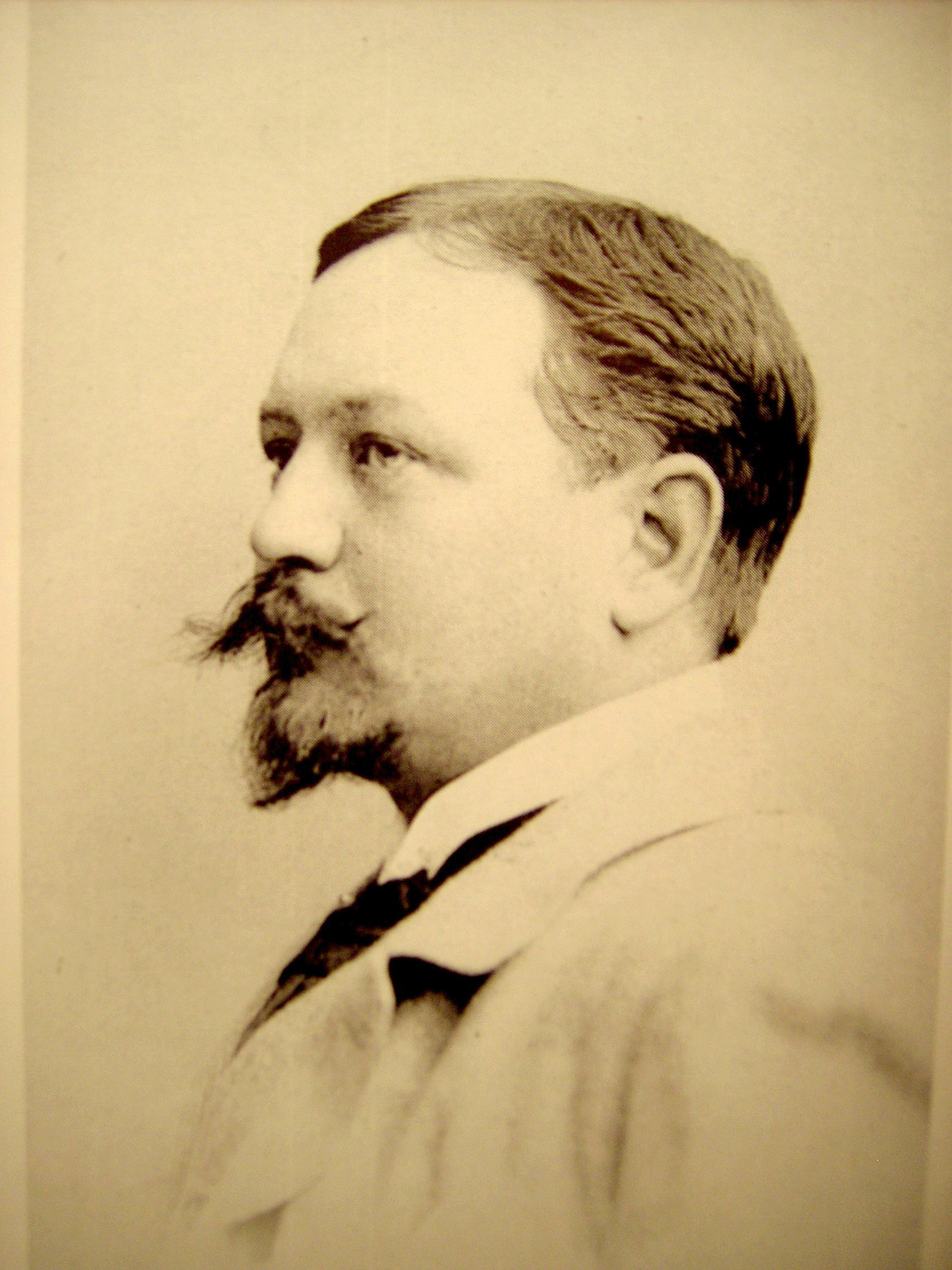
Fritz von Wille (1892)

A finals de la dècada de 1880, va fer nombrosos viatges per Alemanya. El 1885 i el 1886, va visitar la Riviera italiana. Les seves experiències allà van portar a un canvi en el seu enfocament del color, i va passar sota la influència d’Eugen Dücker. El 1886, també es va convertir en membre de " Malkasten " (caixa de pintura), una associació d'artistes progressistes.
Les seves obres es van crear generalment fent esbossos ràpids i impressionistes de la natura; després convertint-les en composicions detallades al seu estudi. El seu estil no es va veure afectat en gran part per les innovacions dels períodes següents, tot i que es poden detectar alguns petits elements de l'Art Nouveau. Va passar els mesos d'estiu de gira a Eifel.
El 1892 es va casar amb Auguste Schneider, filla d'Otto Schneider, un comerciant de tabac, i la seva dona Maria. Van tenir dos fills; Otto (1901-1977), que també esdevingué pintor, i Fritz Jr. (1903-1972). Després de 1899, ell i la seva família tenien una segona residència a Eifel. El 1910 li van donar el títol de professor, però no va fer classe. El 1911, havia tingut prou èxit com per adquirir el castell de Kerpen, on va establir la residència permanent. Aquest mateix any, el Kaiser Guillem II li va atorgar l'Ordre de l'Àguila Vermella. Durant la Primera Guerra Mundial, va servir com a Offiziersstellvertreter a Nivelles.
Després de la guerra, les seves obres van disminuir en qualitat, i es va guanyar gran part de la seva vida reproduint-ne d'anteriors. Durant la inflació desbocada dels anys 20, va perdre la major part de la seva fortuna. A principis de la dècada de 1930 va intentar adaptar-se als gustos canviants, però només va tenir un èxit moderat. Va morir al seu estudi l'any 1941.
La col·lecció més gran de les seves obres la conserva el "Fritz-von-Wille-Museum", al centre cultural Beda House a Bitburg. Els carrers han rebut el seu nom a Düsseldorf, Trier i Kerpen.

## Pintures seleccionades

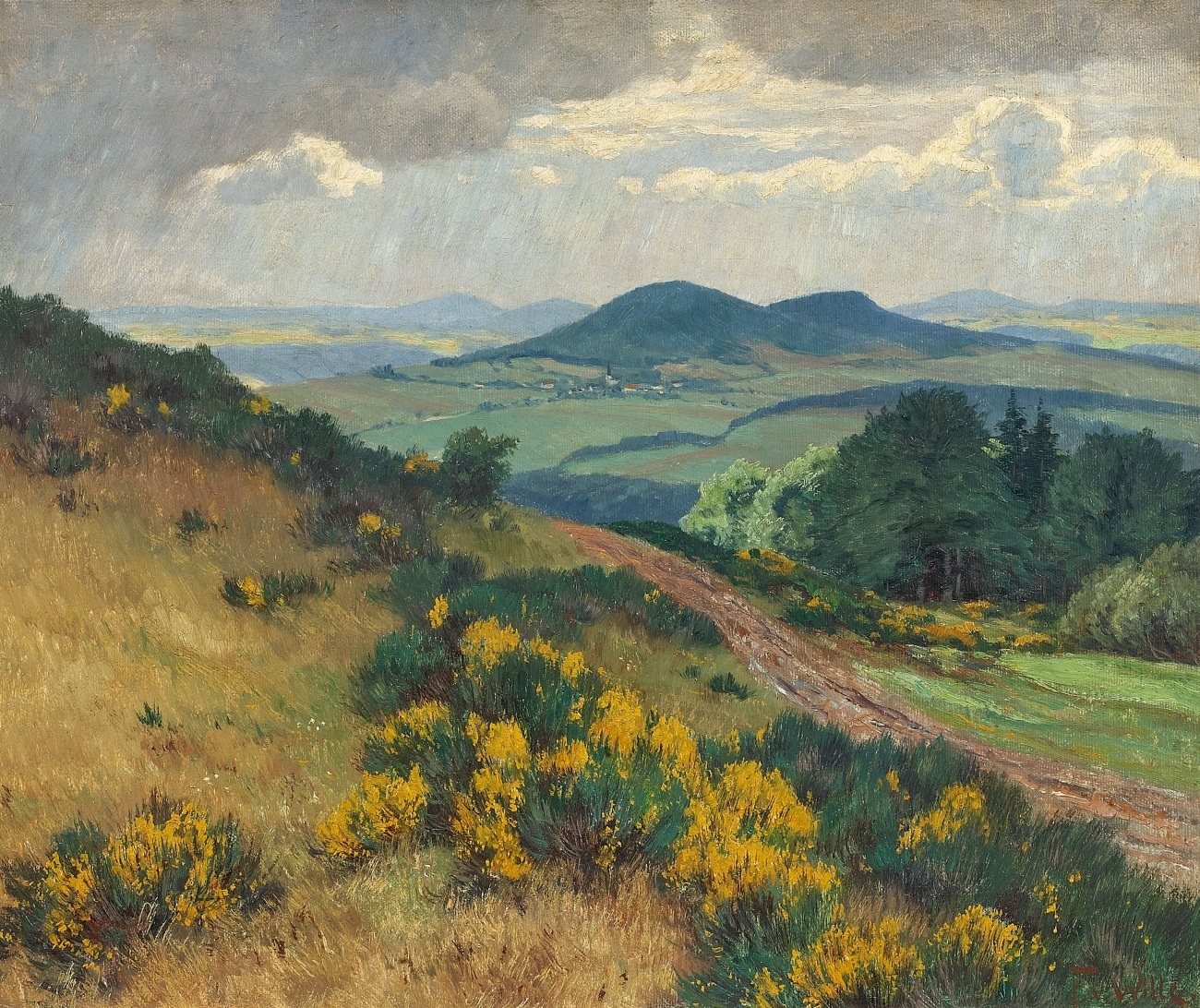
Paisatge d'Eifel
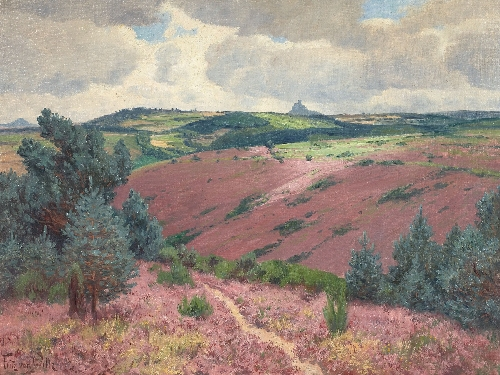
Paisatge d'Eifel amb vista de Nürburg
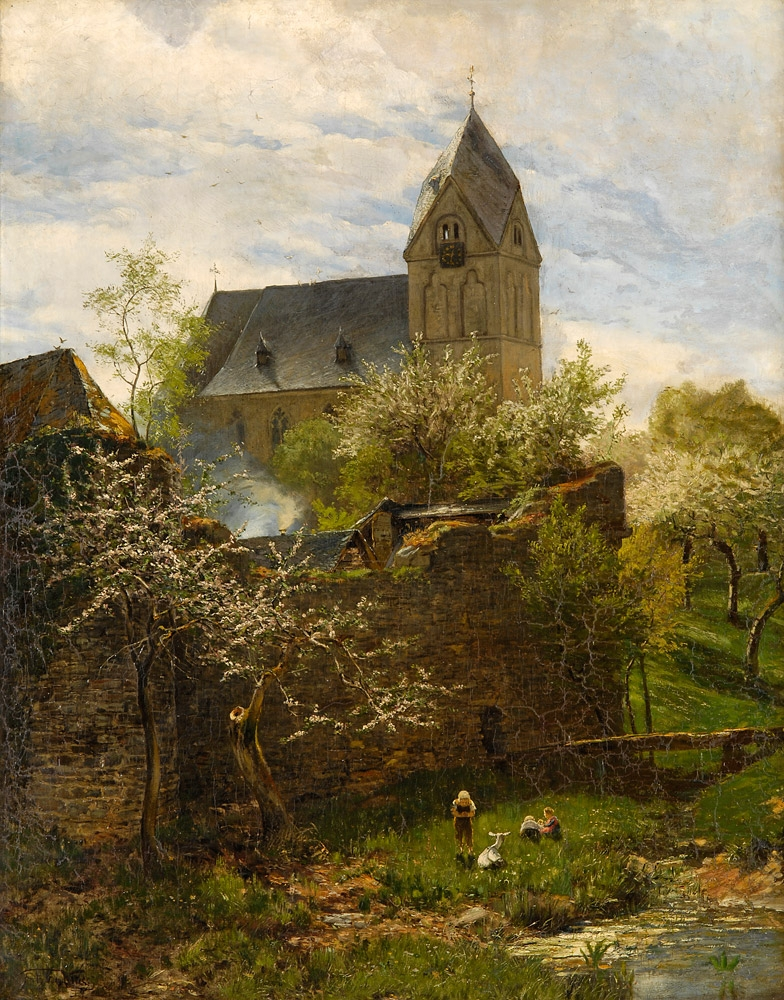
Primavera a Eifel
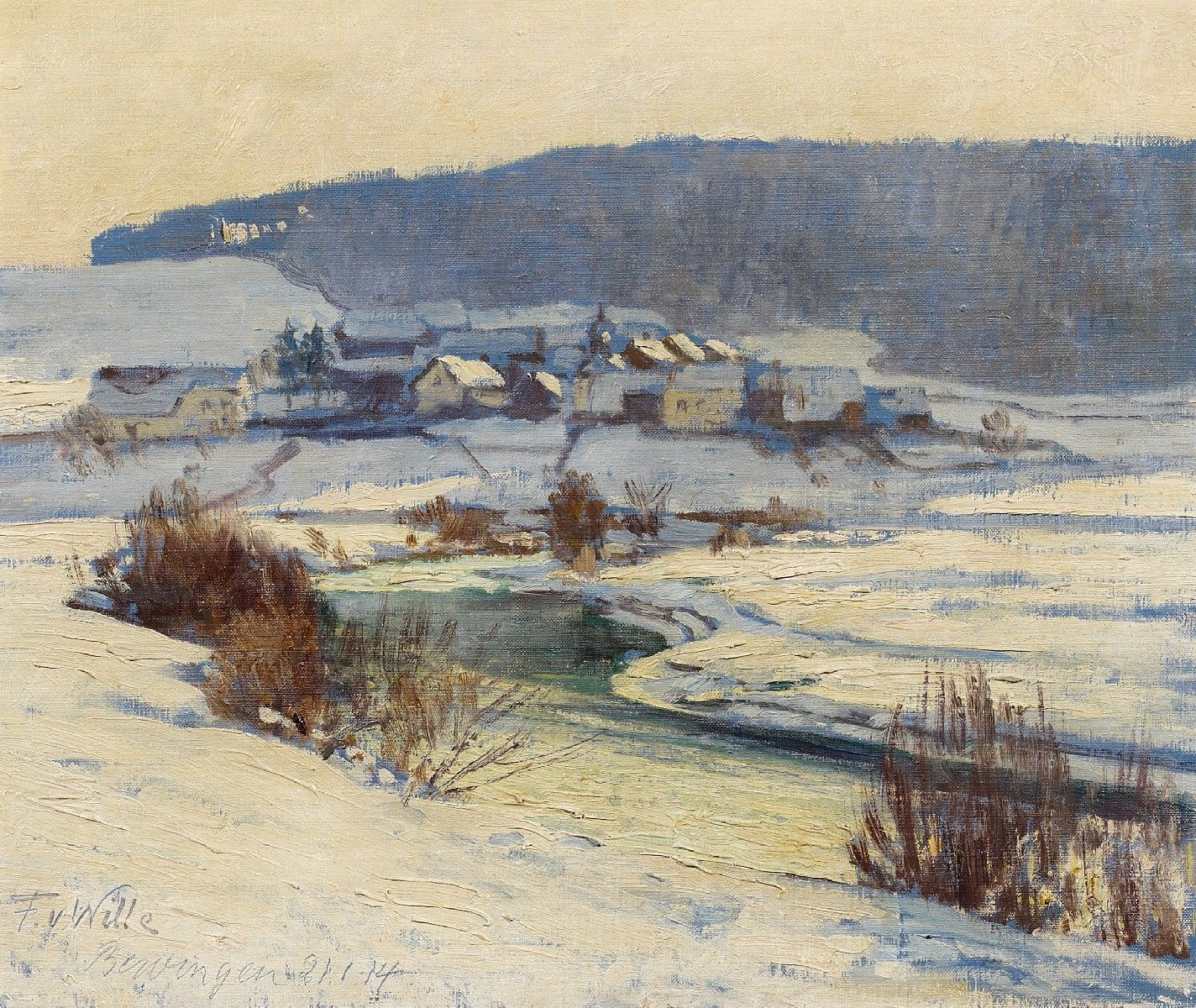
Hivern a Bewingen
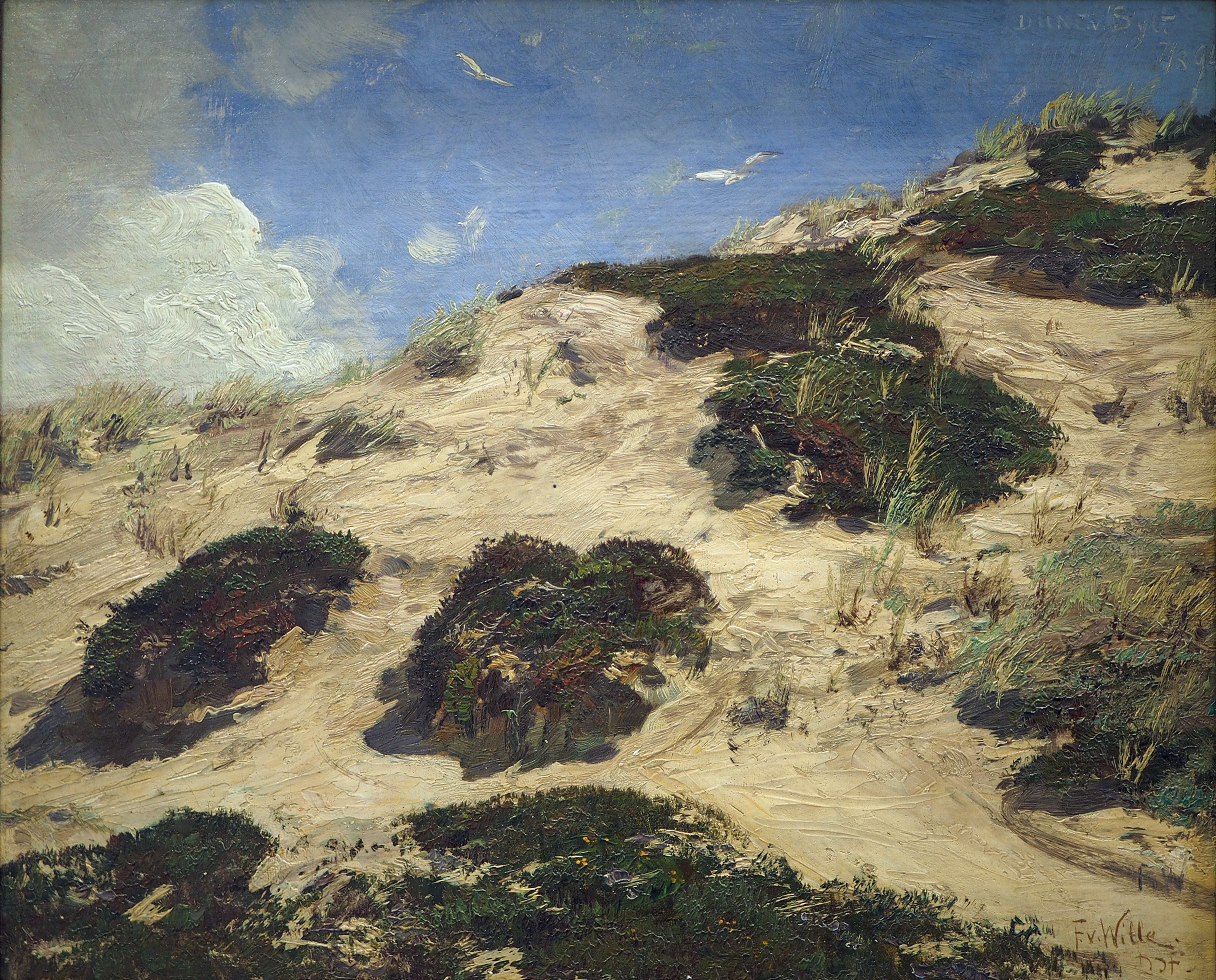
Dunes a Sylt